# Atractus acheronius
Espèce
Atractus acheronius  est une espèce de serpents de la famille des Dipsadidae.

## Répartition
Cette espèce est endémique de l'État de Zulia au Venezuela. Elle se rencontre dans la Sierra de Perijá, entre 2 200 et 2 400 m d'altitude.

## Description
L'holotype de Atractus acheronius, une femelle adulte, mesure 536 mm dont 52 mm pour la queue

## Étymologie
Son nom d'espèce, acheronius, dérive du grec ancien Ἀχέρων, Akhérôn, « Achéron », la rivière de la mythologie grecque, affluent de la rivière Styx, par laquelle le batelier Charon faisait traverser les âmes vers le séjour des morts. Par ce choix les auteurs ont voulu faire référence d'une part à la localité type, la vallée du río Negro (la « rivière noire » en français) et d'autre part aux mœurs secrètes de cette espèce.

## Publication originale
- Passos, Rivas & Barrio-Amorós, 2009 : Description of two new species from Venezuela in the highly diverse dipsadine genus Atractus (Serpentes: Colubridae). Amphibia-Reptilia, vol. 30, no 2, p. 233-243 (texte intégral).